# Grafheuvel van Wanda

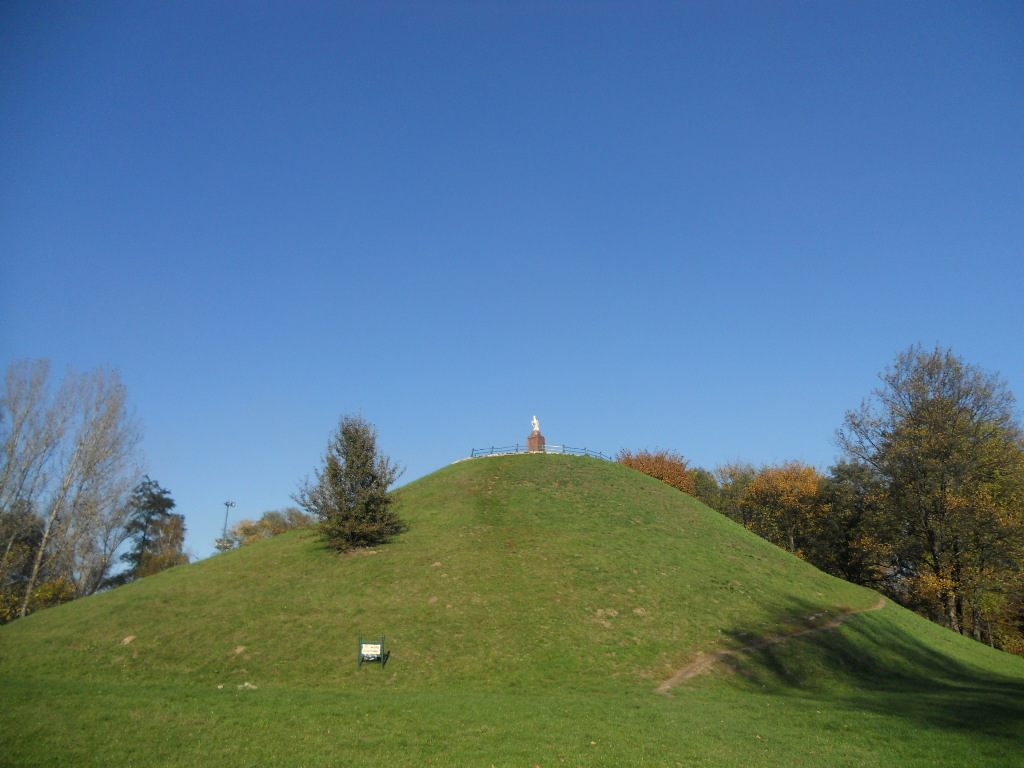
Grafheuvel van Wanda

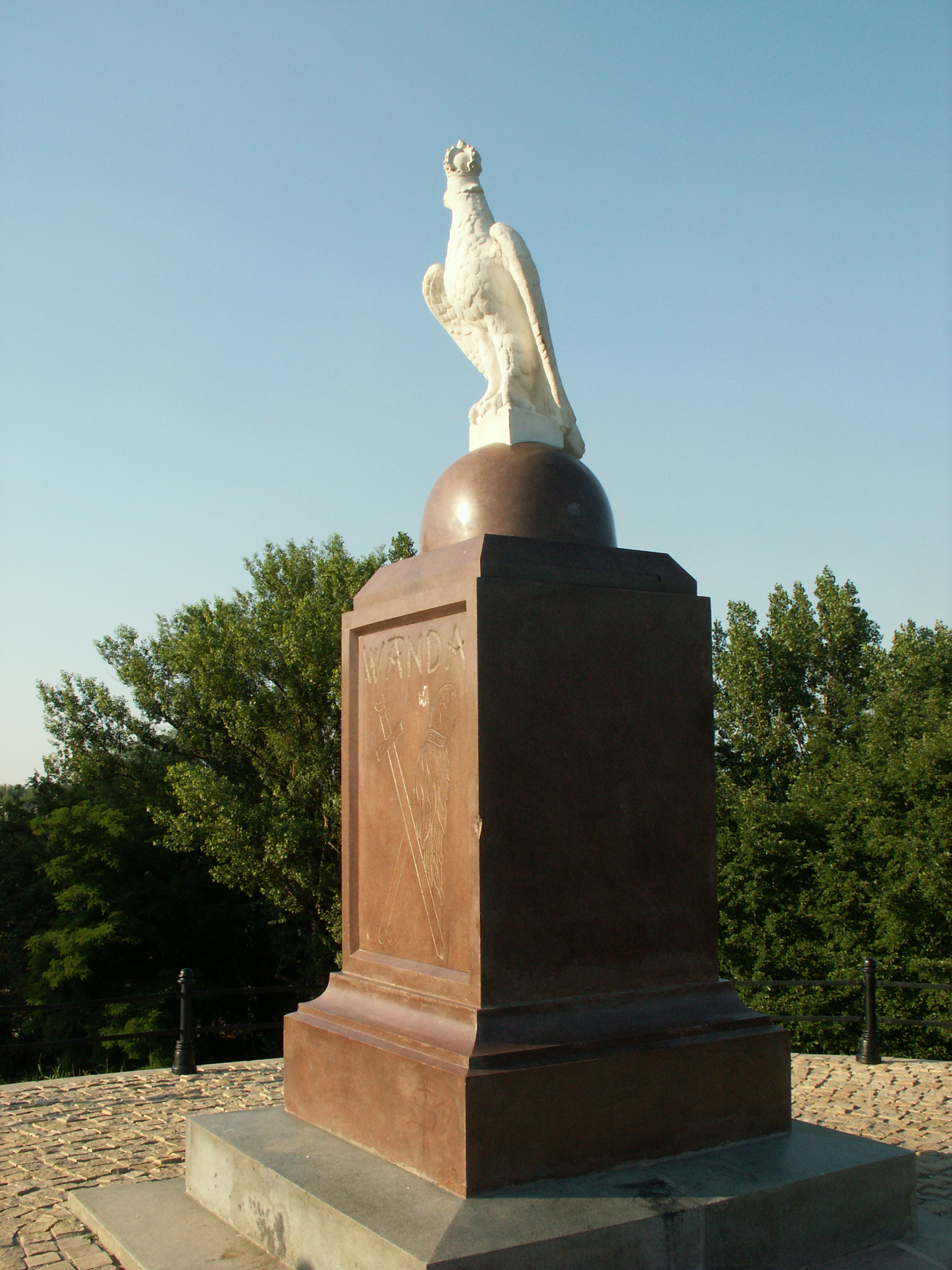
Monument op de top

De Grafheuvel van Wanda (Pools: Kopiec Wandy) is een tumulus gelegen in Mogiła (sinds 1949 een wijk van het district Nowa Huta) in Krakau in Polen. De heuvel wordt verondersteld de laatste rustplaats te zijn van de legendarische prinses Wanda. Volgens een versie van het verhaal pleegde ze zelfmoord door zichzelf te verdrinken in de Wisła om een ongewenst huwelijk te voorkomen. De heuvel ligt dicht bij de plek aan de oever van de rivier waar haar lichaam werd gevonden. In 1913 en medio 1960 werden er archeologische studies uitgevoerd op het terrein, maar gaven geen sluitend bewijs van de leeftijd en het doel van de heuvel.
De heuvelbasis heeft een doorsnede van ongeveer 50 meter en ligt op een hoogte van 238 meter AMSL. De heuvel zelf is 14 meter hoog. In tegenstelling tot de andere drie heuvels van Krakau ligt deze grafheuvel niet op een natuurlijke heuvel.
De eerste schriftelijke vermelding van de heuvel stamt uit de 13e eeuw. Binnen twee kilometer van de heuvel werd er in 1225 een klooster gebouwd door de bisschop van Krakau, Iwo Odrowąż, genaamd de Mogiła-abdij en is in de 21e eeuw nog steeds actief. In 1860 werd het onderdeel van de Oostenrijks-Hongaarse forten. In 1890 werd er op de top een monument geplaatst dat ontworpen was door Jan Matejko: een adelaar op een sokkel versierd met een reliëf van een zwaard en spinrok en het opschrift 'Wanda'.